# Scandar Copti
Scandar Copti, né en 1975 à Tel Aviv-Jaffa (Israël), est un réalisateur, acteur, scénariste, monteur et producteur palestinien qui, via des œuvres vidéo, présente les problèmes des Arabes en territoire israélien.

## Biographie
Scandar  Copti  est  un  citoyen  palestinien  de  l’État d’Israël.  Il  est  né  et  a  grandi  à  Jaffa.  Après l’obtention de son diplôme d’ingénieur à l’école Polytechnique israélienne, Le Technion, il décide d’abandonner sa profession et de poursuivre son rêve d’enfance : devenir réalisateur.
Après avoir étudié la comédie et l’écriture de scénario, Scandar réalise un faux documentaire de 12 minutes, The Truth. Le film, produit par le Festival International du Film Étudiant de Tel-Aviv, est acclamé pour  son  courage  politique. The Truth  a  été  projeté  lors  de  la  réunion  des  Artistes  Contre l’Occupation en 2003 à Montréal et a été acheté par la chaîne de télévision israélienne Channel 8 avant  d’être  censuré.  Depuis,  Scandar  a  écrit,  réalisé  et  monté  des  films  de  fiction,  des documentaires  et  des  courts-métrages  expérimentaux.  Ses  travaux  vidéo  ont  été  projetés  au Centre d’Art Digital israélien, au Musée d’art contemporain d’Herzliya et à la Redding Art Fair 5 à Tel-Aviv.
En 2009, son premier long métrage Ajami, co-réalisé avec Yaron Shani, a remporté la mention spéciale de la Caméra d'or au Festival de Cannes. Le film a également été nommé pour la 82e cérémonie des Oscars dans la catégorie du meilleur film étranger et il a remporté plus de quinze prix dans le monde entier.
Scandar Copti a été membre du jury du festival du film de Tribeca ainsi que du festival international du film de Thessalonique en 2010 et président du prix des droits de l'homme au festival international du film d'Istanbul en 2011. Il a fait partie de l'équipe qui a lancé le Doha Tribeca Film Festival et le Doha Film Institute (DFI) et il a dirigé le département éducation du DFI jusqu'en novembre 2011.

## Filmographie partielle

### Au cinéma[1]
- 2003 : The Truth (court métrage)
- 2009 : Ajami
- 2025 : Les Chroniques d’Haïfa[2]

## Récompenses et distinctions (liste non exhaustive)
- 2009 : Ophirs du cinéma :
  - meilleur film pour Ajami
  - meilleur réalisateur pour Ajami
  - meilleur montage pour Ajami
- 2010 : Oscars : nomination à l'Oscar du meilleur film en langue étrangère pour Ajami
- (en) Scandar Copti: Awards, sur l'Internet Movie Database